# Красносельское (Ленинградская область)
Красносе́льское (до 1948 — Кююрёля, фин. Kyyrölä) — посёлок в Выборгском районе Ленинградской области. Административный центр Красносельского сельского поселения.

## Название
Финское название Кююрёля происходит от антропонима. 
После Северной войны деревня Кююрёля была пожалована графу Г. П. Чернышёву, который переселил в неё русских крепостных крестьян. При нём была построена первая, деревянная православная Благовещенская церковь. Так появилось второе название деревни – Красное Село.
Зимой 1948 года по решению исполкома Алакусского сельсовета селу Кююрёля было присвоено наименование Красное Село, которое в дальнейшем было заменено на Красносельское. 
Переименование было закреплено указом Президиума ВС РСФСР от 13 января 1949 года.

## История

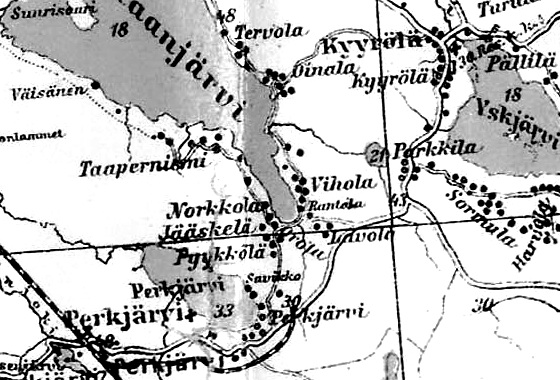
Село Кююрёля на финской карте 1923 года

В 1936 году село Кююрёля занимало площадь 24,79 км², из которых 352 га составляли пашни, 112 га луга и 1935 га леса.
Население Кююрёля почти полностью состояло из православных русских, чьи предки были перемещены в XVIII веке. В Кююрёля было около 240 домов, из которых только 5-6 были населены финнами-лютеранами.
До 1939 года село Кююрёля входило в состав волости Муолаа Выборгской губернии Финляндской республики.
С 1 января 1940 года по 30 сентября 1948 года — в составе Алакусского сельсовета Раутовского района.
С 1 июля 1941 года по 31 мая 1944 года — финская оккупация.
С 1 октября 1948 года — в составе Климовского сельсовета Сосновского района.
С 1 января 1949 года село Кююрёля учитывается административными данными как посёлок Красносельское
С 1 ноября 1949 года — в составе Красносельского сельсовета.
С 1 декабря 1960 года — в составе Правдинского сельсовета Рощинского района.
В 1961 году население посёлка составляло 257 человек.
С 1 февраля 1963 года — в составе Выборгского района.
Согласно данным 1966 года посёлок Красносельское входил в состав Правдинского сельсовета и являлся его административным центром.
Согласно данным 1973 года посёлок Красносельское входил в состав Красносельского сельсовета и являлся его административным центром.
Согласно данным 1990 года посёлок Красносельское являлся административным центром Красносельского сельсовета, в состав которого входили 18 населённых пунктов общей численностью населения 2979 человек. В самом посёлке Красносельское проживали 1116 человек.
В 1997 году в посёлке Красносельское Красносельской волости проживали 1121 человек, в 2002 году — 1096 человек (русские — 90 %), посёлок являлся административным центром волости.
В 2007 году в посёлке Красносельское Красносельского СП проживали 1184 человека, в 2010 году — 1217 человек.

## География
Посёлок расположен в восточной части района на автодороге 41К-181 (Огоньки — Толоконниково) в месте примыкания к ней автодороги 41К-208 (Красносельское — Правдино).
Расстояние до районного центра — 46 км. 
Расстояние до ближайшей железнодорожной станции Кирилловское — 25 км. 
Посёлок находится на левом берегу реки Искрица и западном берегу Вишнёвского озера.

## Демография
| 2007 | 2010  | 2017  | 2021  |
| ---- | ----- | ----- | ----- |
| 1184 | ↗1217 | ↗1345 | ↗1726 |

## Фото

Церковь в селе Кююрёля. Начало XX века
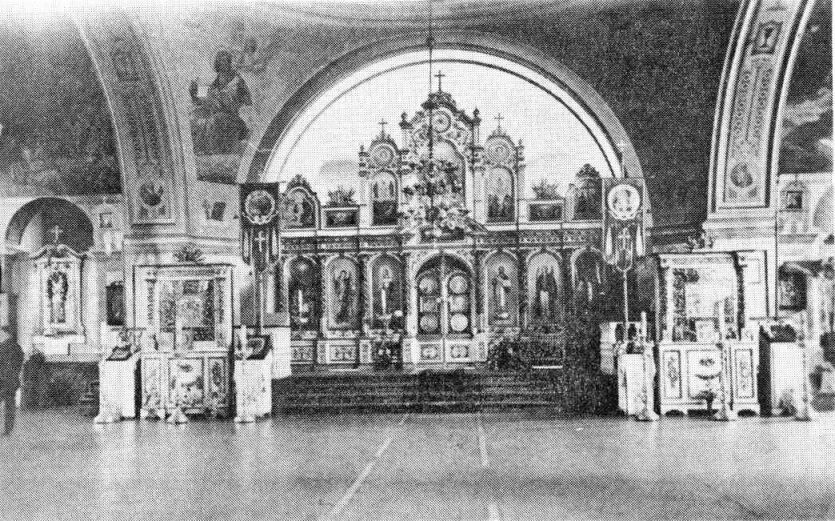
Иконостас Благовещенской церкви
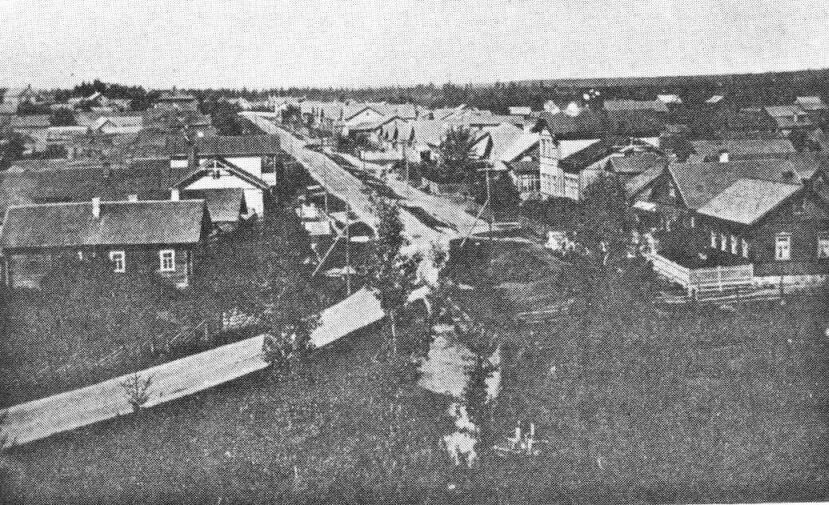
Довоенный вид села Кююрёля
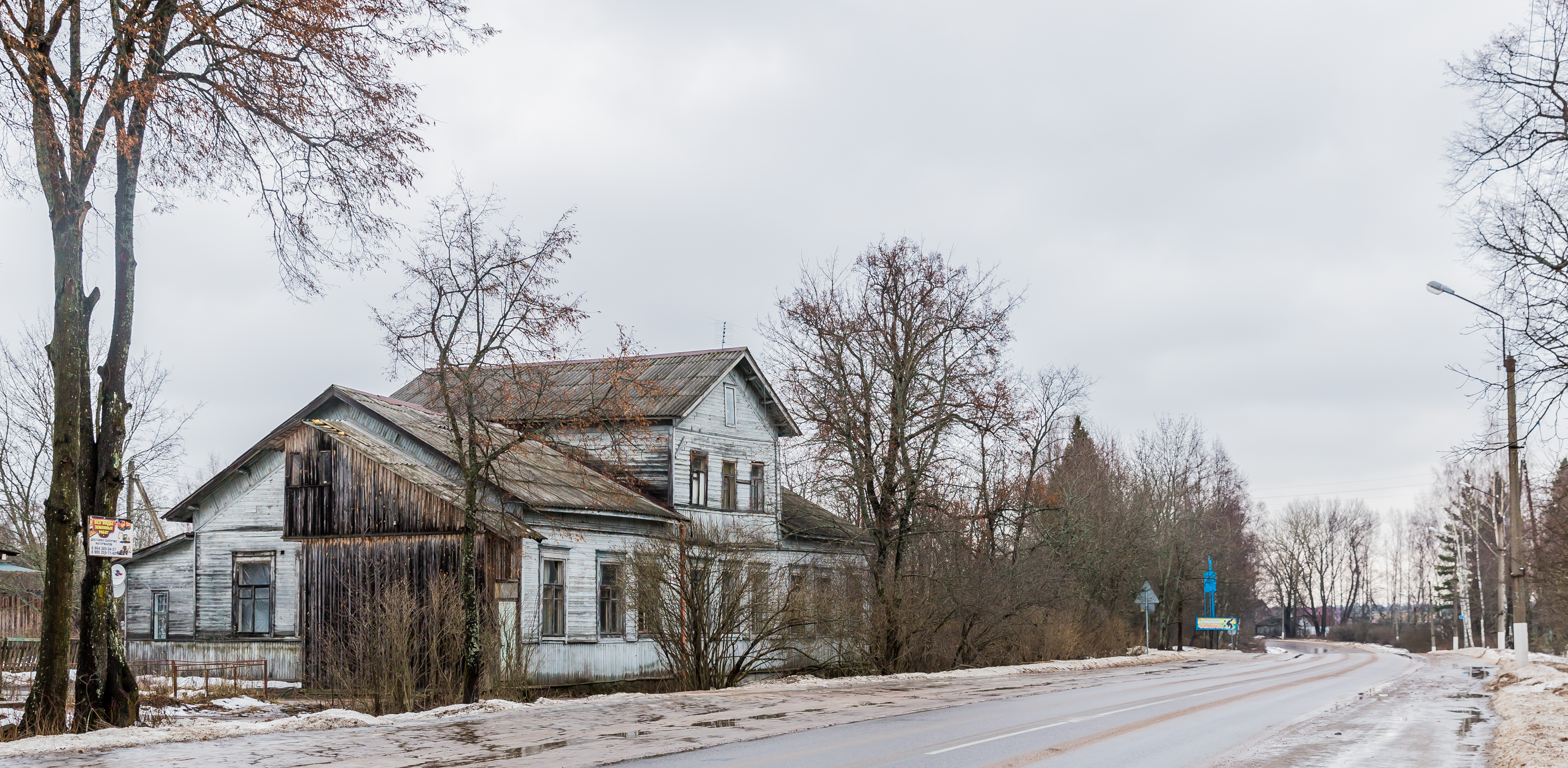
Посёлок Красносельское. 2016 г.

## Улицы
Берёзовый, переулок Брусничная, Вишнёвая, Каменный, переулок Лесная, Луговая, Майская, Мира, Молодежная, Нагорная, Новосёлов, Ольховый, переулок Речная, Родниковая, Северная, Семейная, Сиреневая, Советская, Солнечная, Сосновая, Счастливая, Травяная, Школьная.